# Mrzygłód
Mrzygłód – wieś (dawniej miasto) w Polsce, położona w województwie podkarpackim, w powiecie sanockim, w gminie Sanok, nad rzeką San.
Mrzygłód, jako Tyrawa uzyskał lokację miejską w 1425, zdegradowany w 1934. W okresie 1431–1772 miasto królewskie. Mrzygłód obecnie to unikalny zespół zabudowy oddający w miniaturze układ przestrzenny średniowiecznego miasta.
Historycznym herbem miasta był herb szlachecki Abdank.

## Integralne części wsi
| SIMC    | Nazwa    | Rodzaj     |
| ------- | -------- | ---------- |
| 0359400 | Jutna    | część wsi  |
| 0359416 | Podlas   | część wsi  |
| 0359422 | Zagródki | przysiółek |

## Położenie
Mrzygłód leży na Pogórzu Dynowskim na zachodnim brzegu szerokiej doliny rzeki San. Od zachodu dolinę zamyka Pasmo Grabówki z kulminacjami Polanki (505 m) i Głębokiej Góry (526 m), a od strony wschodniej za Sanem Pasmo Gór Słonnych z pobliskimi kulminacjami Diablej Góry (334 m), Pierdziesza (357 m) i Bucharewy (535 m) i dolina Tyrawki należące do Gór Sanocko-Turczańskich. Wieś graniczy od strony wschodniej z Tyrawą Solną, od północy z Hłomczą, od strony zachodniej z miejscowością Końskie i od południa z Dębną. Najbliższym miastem jest Sanok odległy o 15 km, z którym łączy go droga powiatowa nr 2235R Dobra-Sanok.

## Ochrona środowiska
W Mrzygłodzie znajduje się fragment specjalnego obszaru ochrony siedlisk w ramach sieci Natura 2000 o nazwie „Rzeka San”. Oznaczony kodem PLH 180007 obejmuje obszar koryta rzeki San wraz z wiklinami nadrzecznymi. W obszarze ochronie podlega 6 gatunków ryb: minóg strumieniowy, kiełb białopłetwy, boleń, głowacz białopłetwy, brzanka oraz kiełb Kesslera. Obszar jest miejscem występowania największej w Polsce populacji kiełbia Kesslera, która prawdopodobnie stanowi około 80% całej populacji tego gatunku w całym kraju.

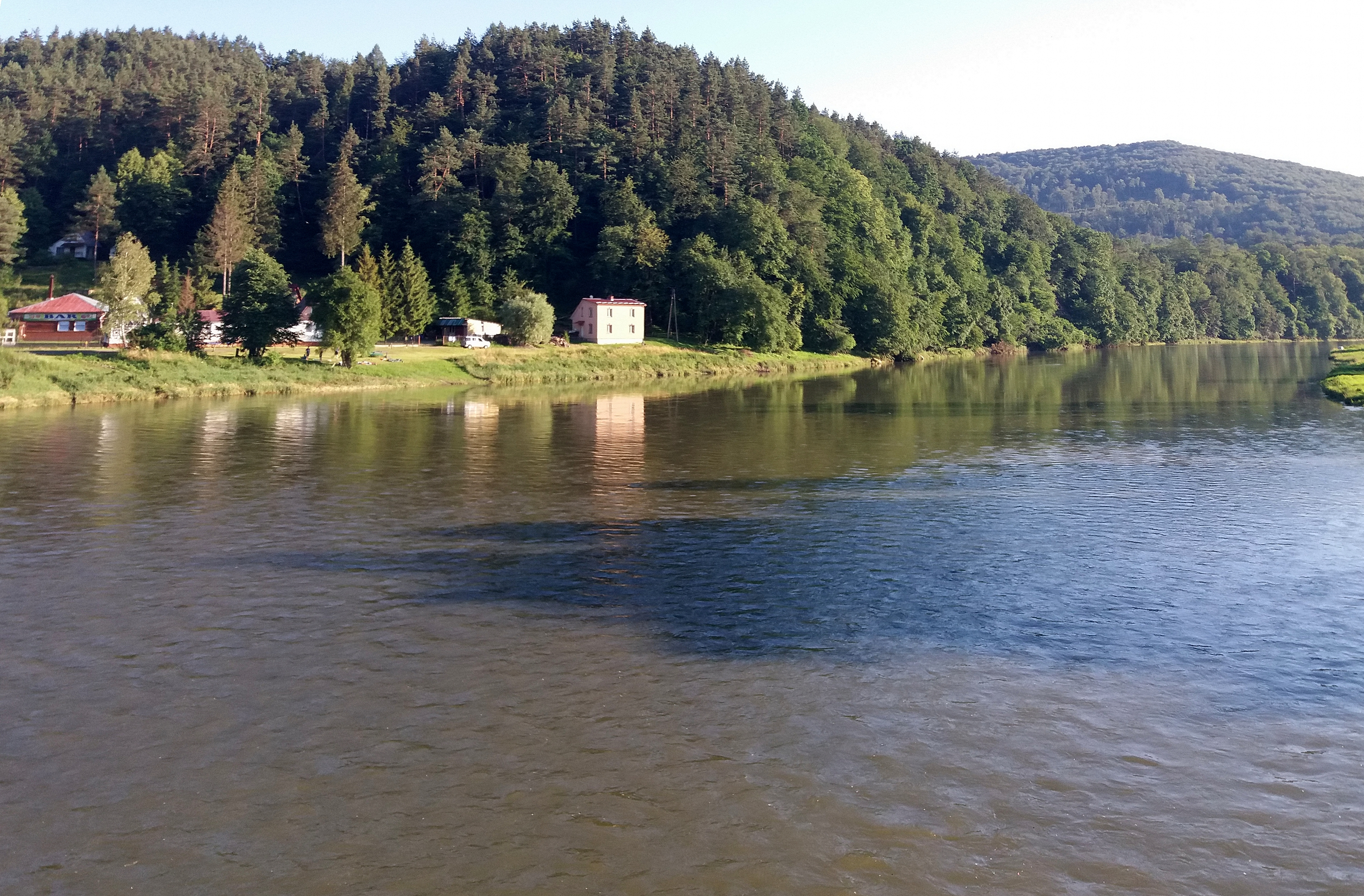
San w Mrzygłodzie
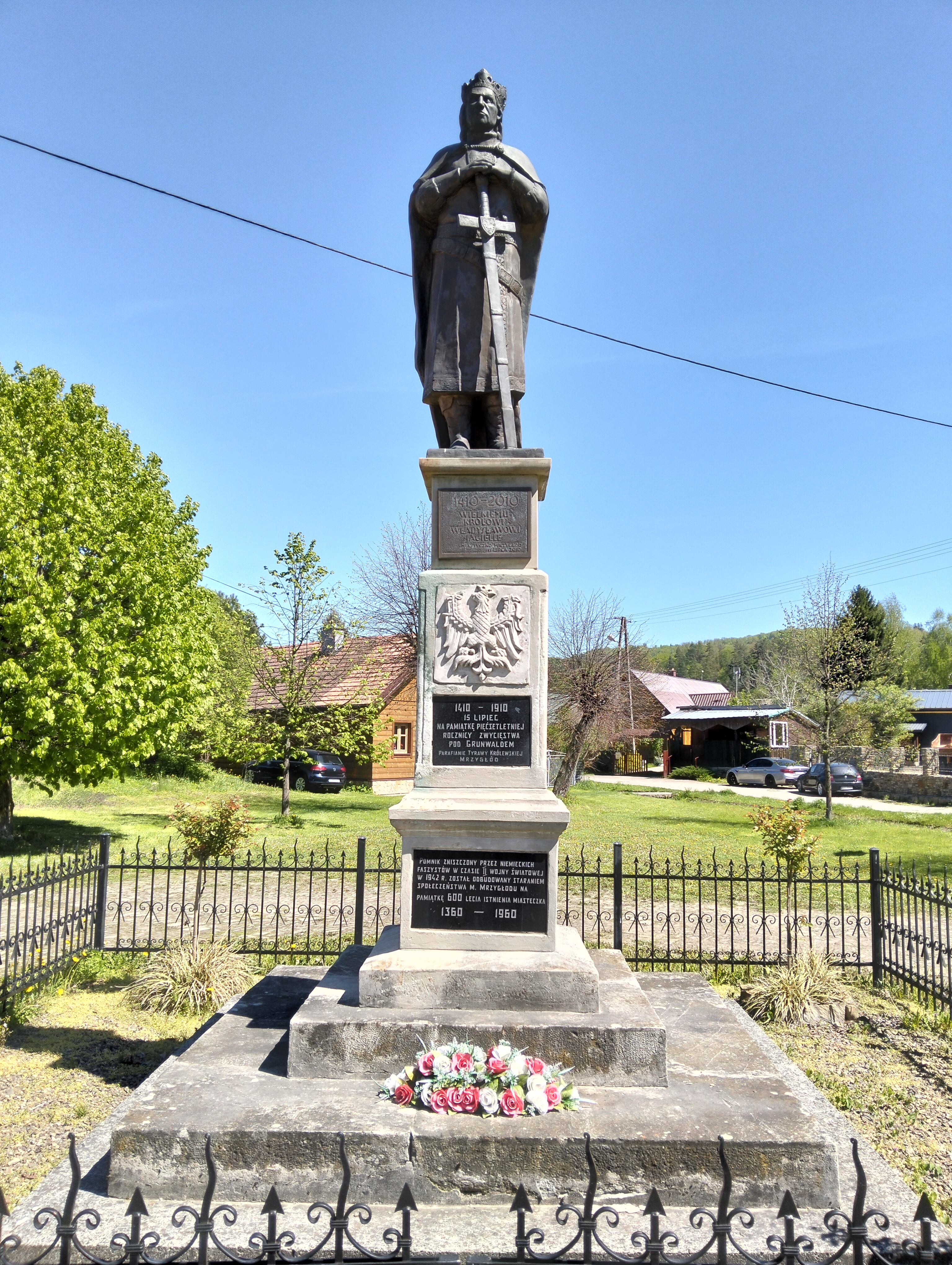
Pomnik Władysława Jagiełły
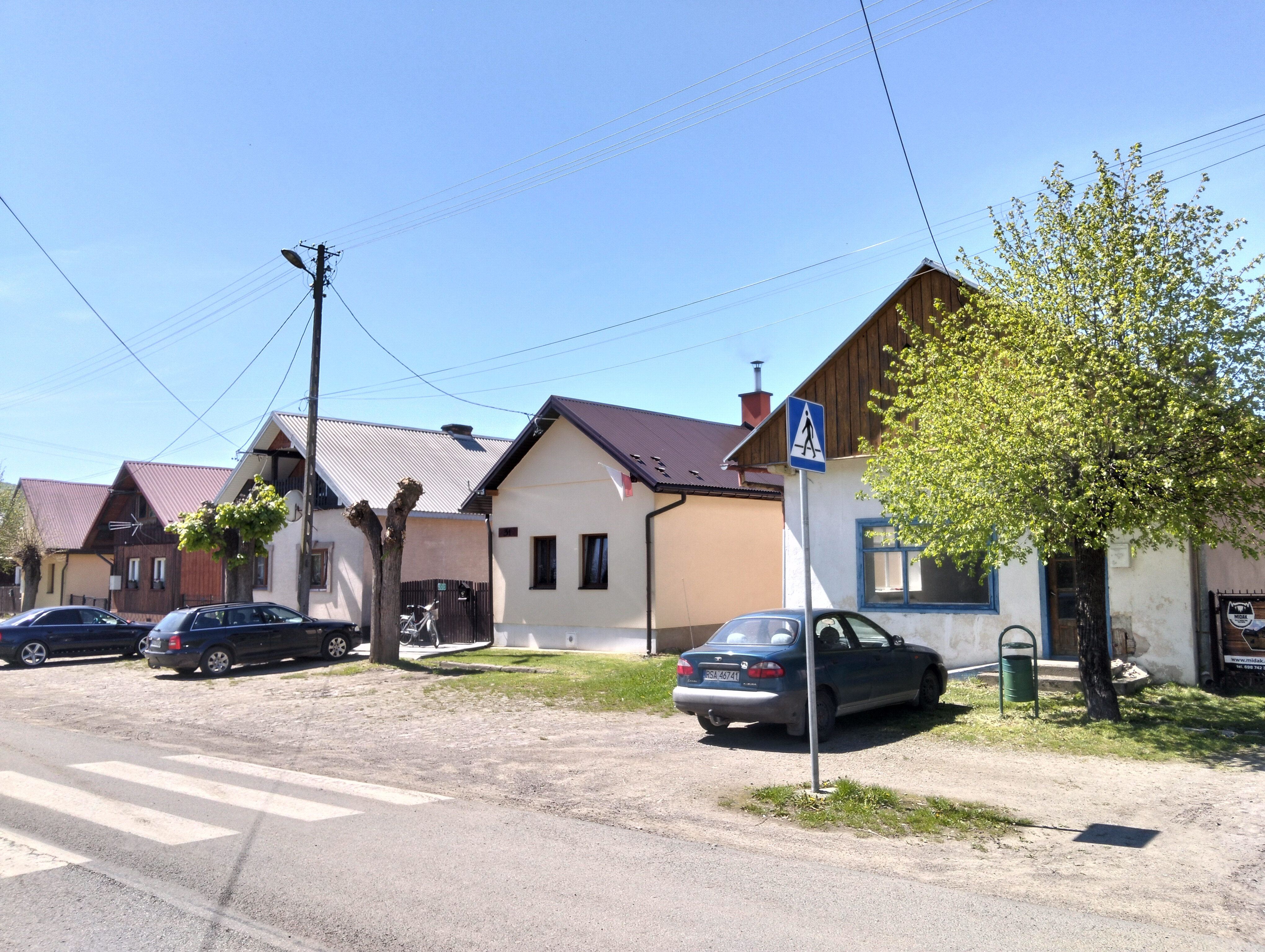
Rynek
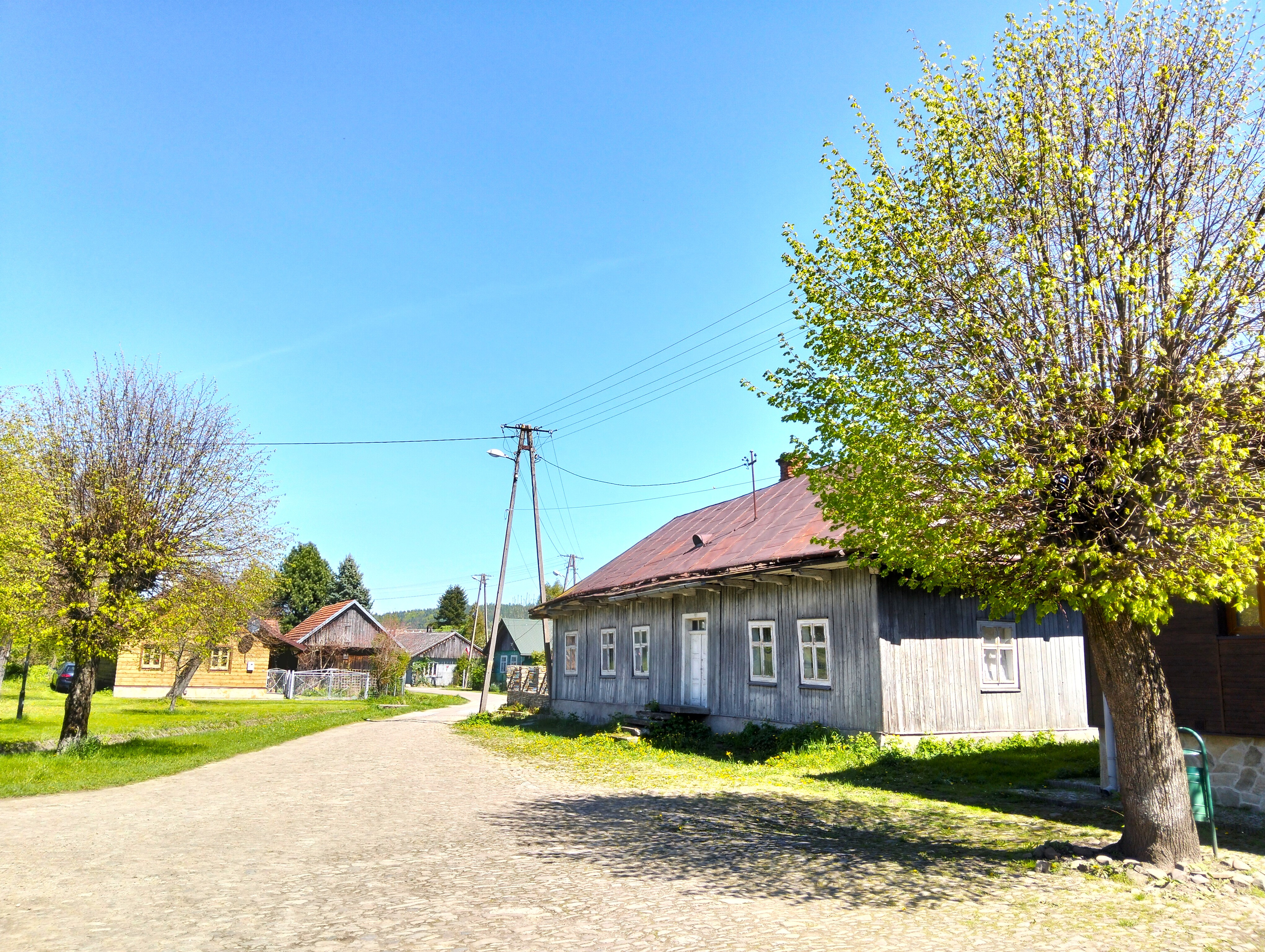
Drewniane domy w rynku

## Historia

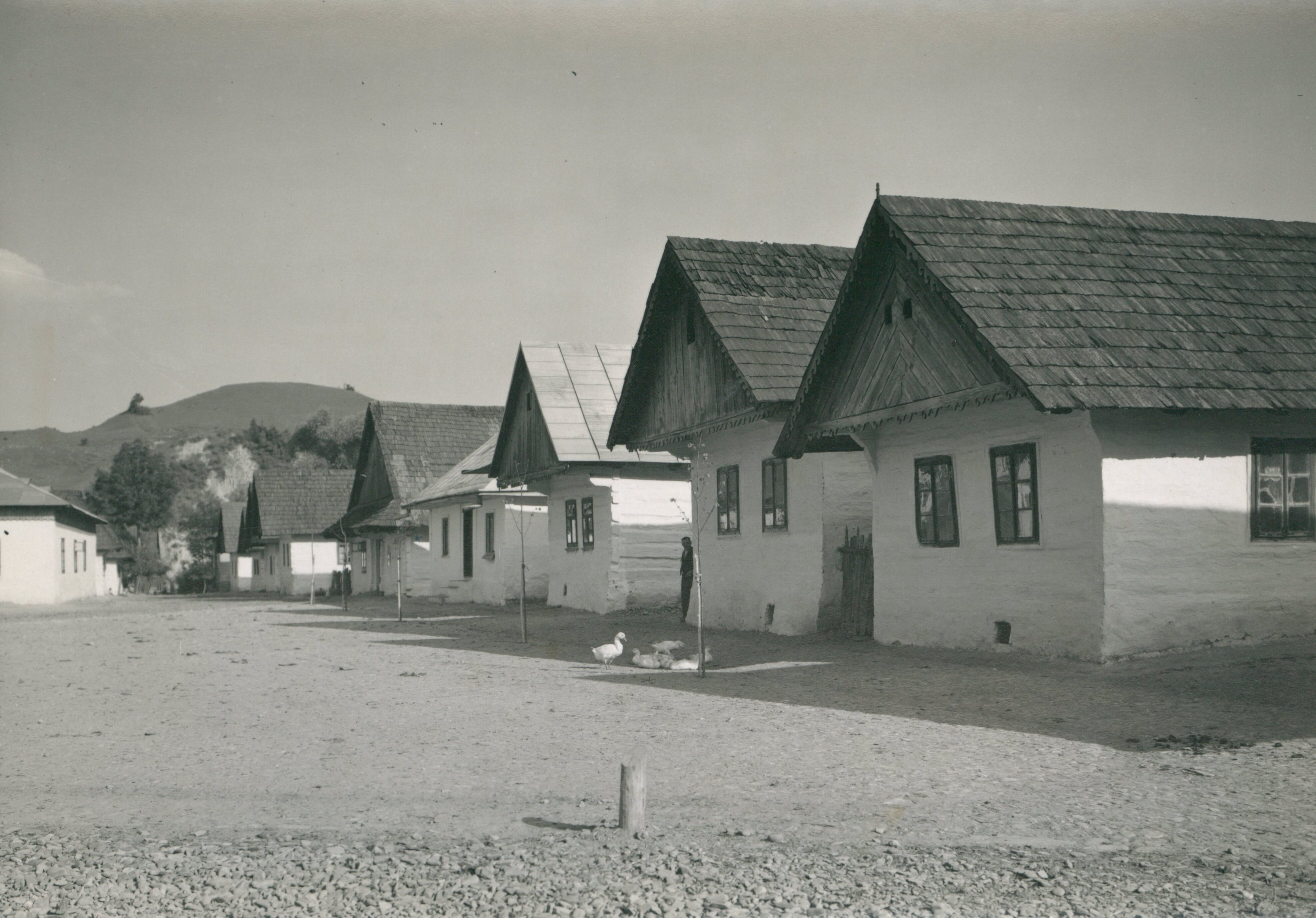
Domy przy rynku w latach 30. XX w. (fot. Henryk Poddębski, zbiory Biblioteki Narodowej)

Osada powstała przy bardzo starym szlaku handlowym wzdłuż rzeki San i założona została w czasach panowania książąt ruskich jako służebna w stosunku do grodu sanockiego. Początkowo nosiła nazwę Tyrawa. Według tradycji wraz z dzisiejszą Tyrawą Solną tworzyła jedną miejscowość, którą San opływał od zachodu. Powódź, podczas której rzeka zmieniła koryto, rozdzieliła osadę na dwie części. Na początku XV w. Tyrawa jeszcze jako wieś była własnością Pileckich. Książę Władysław Opolczyk nabył Tyrawę od Pileckich, a następnie weszła ona w skład starostwa sanockiego.
Władysław Jagiełło 12 września 1425 nadał Tyrawie prawa miejskie. W 1431 król ponownie lokował miasto na prawie magdeburskim i ustanowił szereg przywilejów między innymi prawo pobierania myta, organizowania dorocznych jarmarków. Miasto włączono do królewszczyzn starostwa sanockiego jako Tyrawa Królewska. Tyrawa była jednym z dwóch miast ziemi sanockiej. Stała się lokalnym ośrodkiem rzemiosła zwłaszcza garncarstwa, które przetrwało do połowy XX w. oraz kowalstwa i stolarstwa i wymiany towarowej. Była także miejscem załadunku na statki, soli pochodzącej z salin znajdujących się na terenie Gór Słonnych.
Na początku XV w. dzierżawcą żup solnych był tu Matjasz ze Zboisk „zupparius salis de Tirawa” – szlachcic polski herbu Gozdawa. Po śmierci Matjasza dobra tyrawskie do około 1465 dziedziczył jego syn Piotr ze Zboisk wraz z braćmi Janem oraz Jerzym. Następnie bracia odsprzedają wójtostwo Tyrawę (Mrzygłód) Johanowi, podżupnikowi przemyskiemu za 300 florenów tureckich (1 floren = 70 groszy) lub 100 grzywien. Około 1510 wójtostwo dzierżawił Albert, który złożył swój podpis z okazji fundacji kościoła parafialnego w Hoczwi. W 1547 król Zygmunt I ustanowił w Tyrawie jarmarki na Boże Ciało, św. Bartłomieja i Nowy Rok.
Miejscowość była, w świetle zachowanych źródeł, widownią burzliwych wystąpień mieszczan przeciw szlacheckiej administracji na terenie ziemi sanockiej. Na początku XVII w. tyrawianie walczyli o likwidację regularnej pańszczyzny i innych form renty odróbkowej. Bronili się ponadto przed zachłannością dzierżawcy, Jana Zaporskiego, który jak wynika z mandatu królewskiego z 21 czerwca 1602, przejął w swe dobra „dochody miejskie z arendy ratusza i szynkowania gorzałki”.
Od XVII w. do 1772 miasto było siedzibą starostwa niegrodowego, do którego należały wsie Dębna, Ulucz, Hruszówka, Graszówka (Hroszówka), Dobra i Szczawne oraz wójtostwa Turzańsk, Prełuki, Duszatyn, Mików, Wola Michowa, Smolnik, Szczerbatówka, Balnica, Solina, Rozłuki, Czystohorb, Jawornik, Rzepedź (Rzepeck) i Ustrzyki Górne. Tutejsi starostwie – w przeciwieństwie do starostów sanockich – nie pełnili żadnych funkcji urzędowych, a jedynie korzystali z dochodów starostwa. Do dyspozycji starostów mrzygłodzkich pozostawał murowany dwór obronny, otoczony wałem i ostrokołem, po którym dziś nie zachował się żaden ślad.

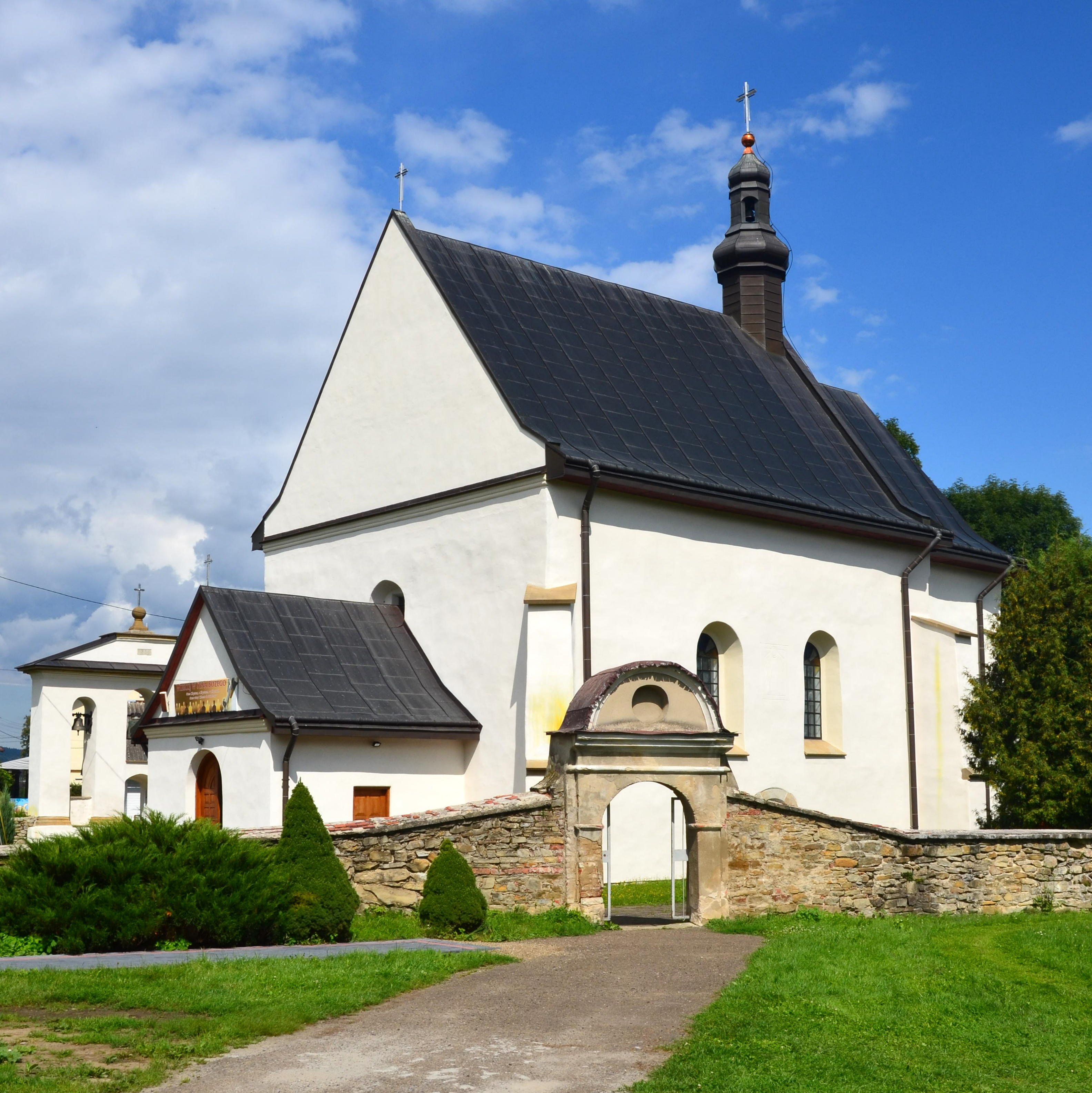
Kościół parafialny
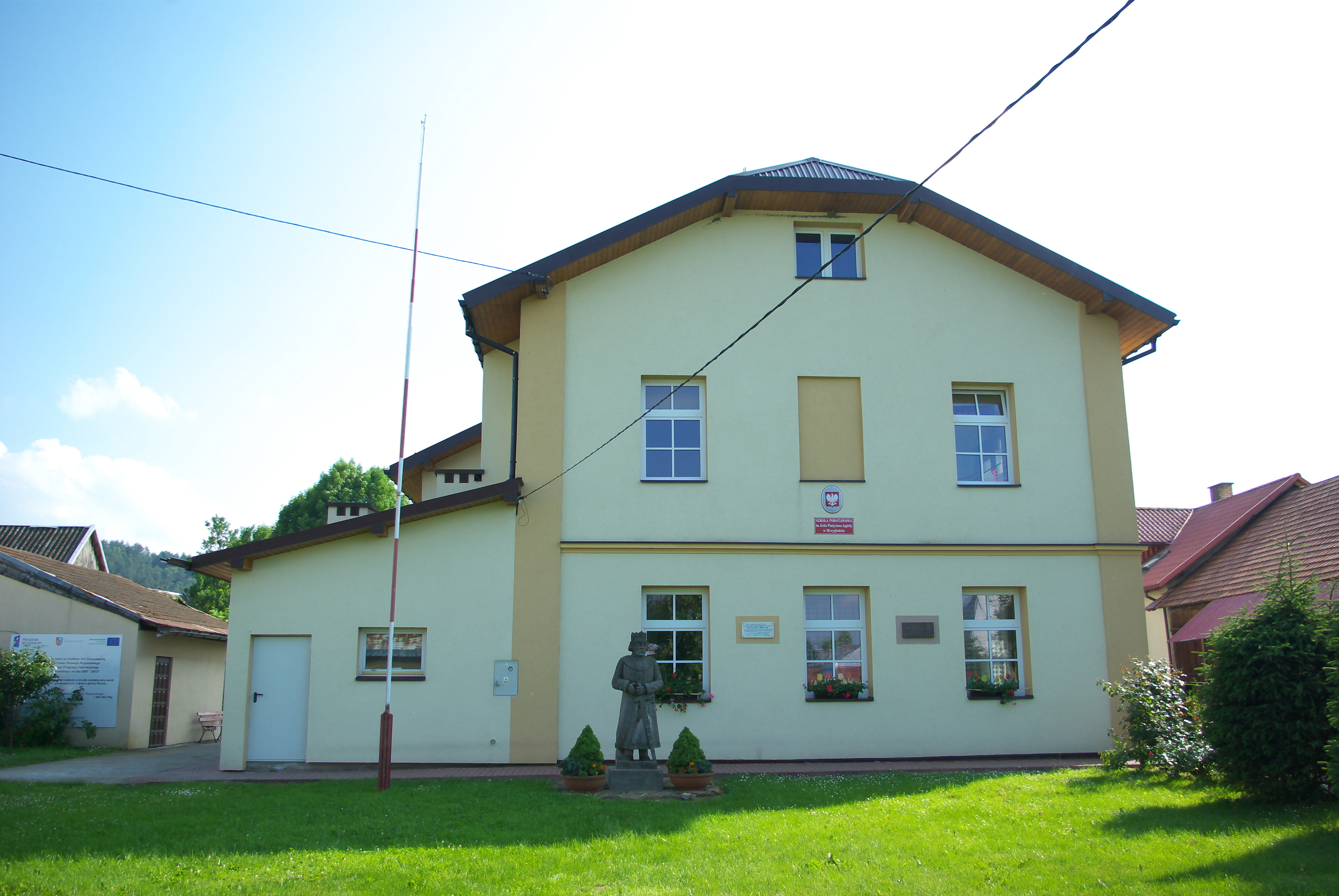
Szkoła podstawowa
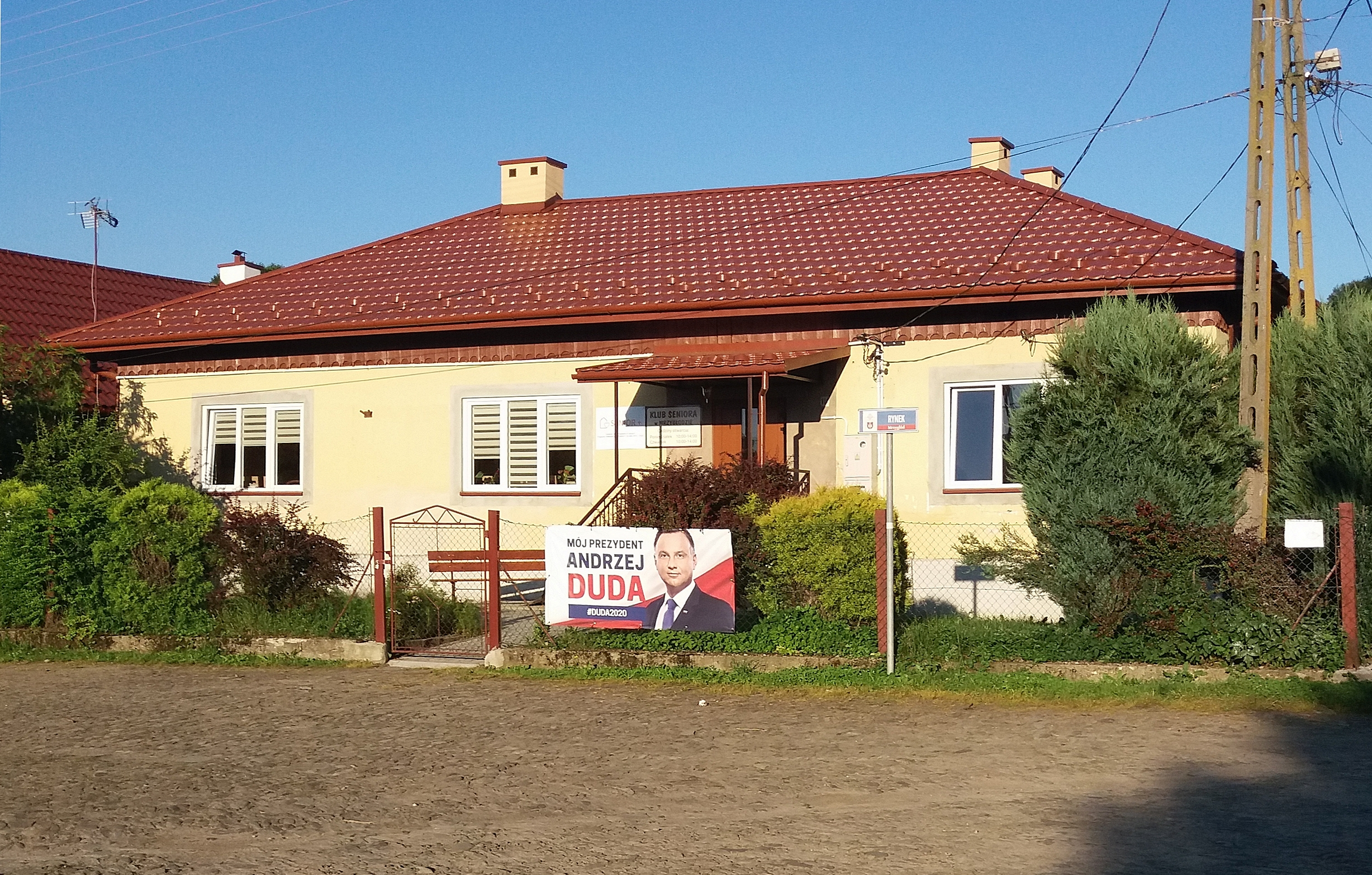
Klub Seniora

W 1616 po raz pierwszy pojawiła się w dokumencie obecna nazwa Mrzygłód. Według miejscowej tradycji zmianę nazwy miasta z Tyrawa na Mrzygłód spowodowała epidemia tyfusu oraz powodzi, która zniszczyła zbiory. Od „morzenia głodem” pochodzić ma nowa nazwa.
W XVI w. rozpoczął się powolny upadek gospodarczy miasta. Wydatnie przyczyniły się do tego najazdy obcych wojsk, jak i liczne pożary i powodzie. Po najeździe tatarskim w 1624 pozostało tylko 44 mieszczan, a po najeździe Rakoczego w 1657 i powodzi w 1665 pozostało jedynie kilkanaście luźnych chałup zamieszkałych przez 20 gospodarzy. Dla podniesienia miasta z upadku uwolniono mieszkańców od podatku. W kolejnych latach miasto niszczyły pożary (1710, 1745, 1801, 1855). W 1758 San tak wezbrał, że zniszczył całe miasteczko zostawiając tylko murowany kościół i cerkiew. Katastrofalne powodzie nawiedzały zresztą dolinę Sanu regularnie także w latach 1828, 1893, 1924, 1927, 1933.
W 1758 tenutariuszem starostwa był Ignacy z Chyrowa Romer. W 1773 Mrzygłód stał się częścią dóbr kameralnych rządu austriackiego. W 1866 klucz mrzygłodzki nabyła od zaborców spółka Kirchmayer, syn i Simondt. Pod koniec XIX w. odkupił go Josche. W okresie zaborów ponownie rozwinęło się rzemiosło, odbudowano wiele mieszczańskich domów, powstały nowe. Konkurencja pobliskiego Sanoka uniemożliwiała jednak intensywniejszy rozwój gospodarczy. Działała w mieście fabryka fajansu i kamionki, rozwinęło się garncarstwo. W garnki produkowane w Mrzygłodzie zaopatrywali się mieszkańcy całego Pogórza Przemyskiego i Pogórza Dynowskiego. Obok płótna były głównym przedmiotem handlu na jarmarkach, które odbywały się trzy razy w roku. Do 1939 istniał tu Cech Wielki, skupiający rzemieślników i dbający o przestrzeganie starych zwyczajów. Cech Mały zrzeszał 60 garncarzy w 30 warsztatach, ale zainteresowanie tym zawodem systematycznie spadało, bo w 1954 było już tylko 4 zakłady. Dużym autorytetem cieszył się sąd cechowy. W okolicach Mrzygłodu znajdowano rudę żelaza, margiel i piaskowiec. Na początku dwudziestego wieku zbudowano na „Kikowej Górze” kopalnie ropy naftowej. Natomiast władze austriackie nakazały zasypanie źródeł solanki, chroniąc w ten sposób swój monopol solny.

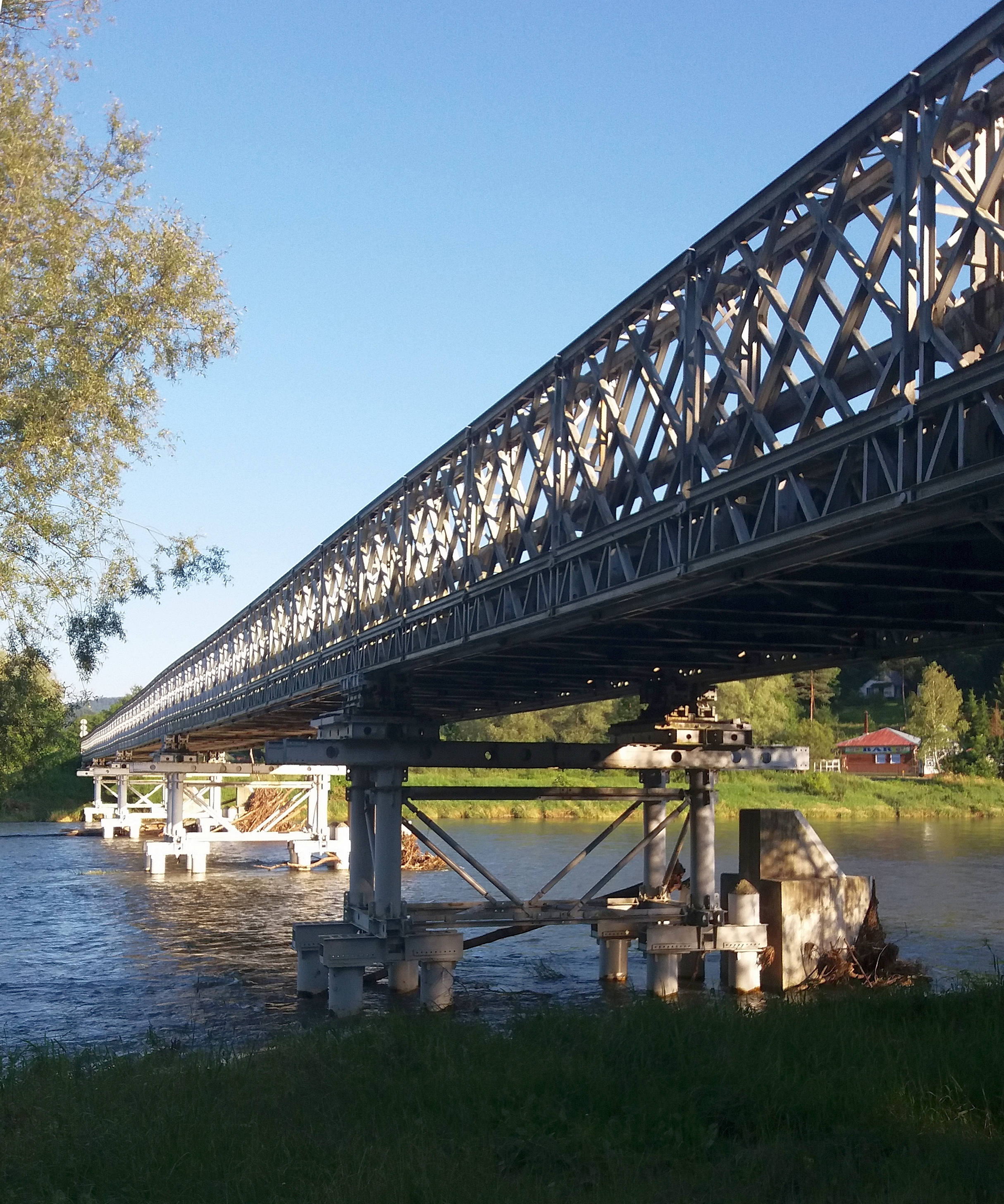
Most na rzece San
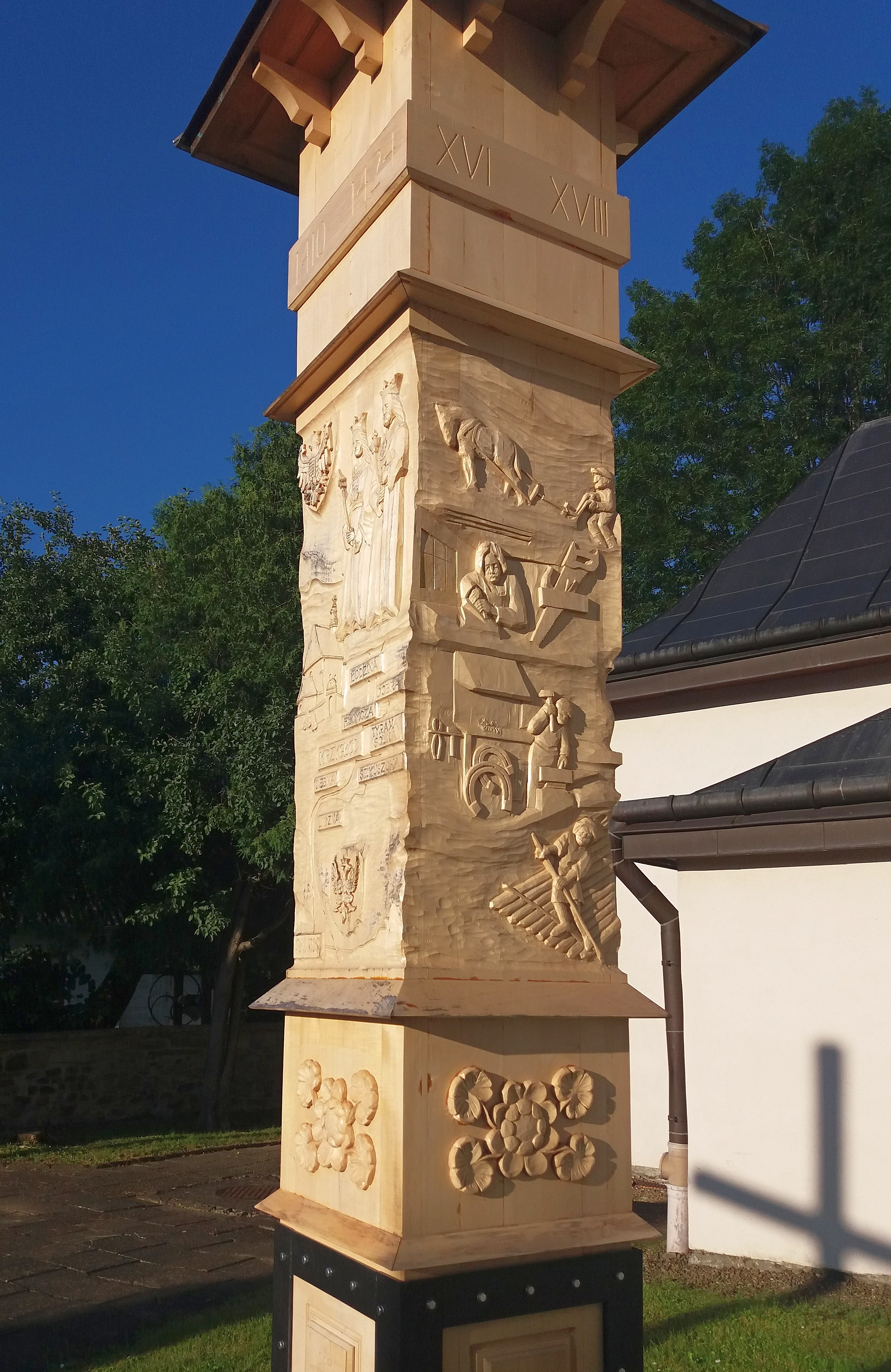
Historia miasta i wsi w formie kapliczki
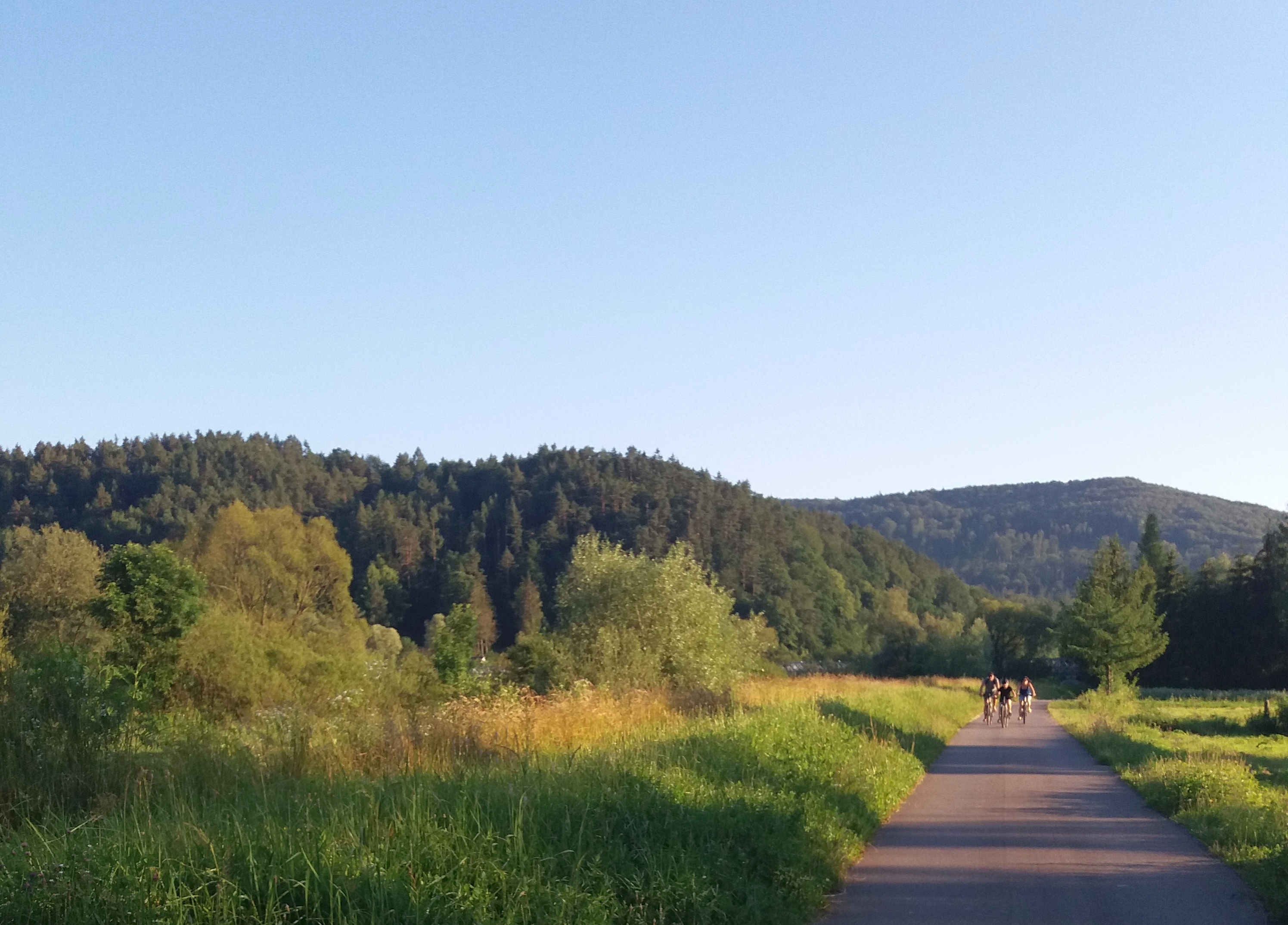
Promenada nad Sanem

Mieszczanie mrzygłodzcy brali udział w wypadkach 1846 i w powstaniu styczniowym.
Po I wojnie światowej zniszczony i wyludniony Mrzygłód utracił w 1919 prawa miejskie. W 1921 we wsi stały 142 domy. W okresie międzywojennym na Politechnice Lwowskiej powstała koncepcja utworzenia zapory na Sanie w pobliskiej Niewistce, która spowodowałaby zalanie Mrzygłodu.
W II Rzeczypospolitej wieś w powiecie sanockim województwa lwowskiego. W czasie okupacji działała w Mrzygłodzie Placówka AK, jej dowódcą był Franciszek Mandzelowski „Załas”. Na wschód od rynku istniała żydowska bożnica, zniszczona w czasie II wojny. W latach 1945–1946 wieś ochraniała stacjonująca na jej terenie kompania piechoty z 8 Dywizji Piechoty. Pomimo tego nacjonaliści ukraińscy z OUN-UPA zamordowali tutaj 11 Polaków.
W latach 70. XX w. zaprojektowano kilka zbiorników wodnych na Sanie w rejonie Dynowa, Niewistki, Wybrzeża i Mielnowa. Zalew w Niewistce miał mieć około 24 km długości. Na jego dnie znalazłyby się tereny wsi: Dobra, Mrzygłód, Tyrawa Solna i Temeszów oraz części wsi: Dębna, Hłomcza, Krzemienna, Łodzina, Ulucz i Witryłów. Plan chociaż niezrealizowany spowodował zahamowanie wszelkich inicjatyw budowlanych i zubożenie mieszkańców. Z inwestycji zrezygnowano ostatecznie dopiero po interpelacji poselskiej z 2011.
W 2018 w ramach programu rewitalizacji Gminy Sanok otwarto w Mrzygłodzie Klub Seniora w zaadaptowanym do tego celu budynku.
W 2019 z inicjatywy Lokalnej Grupy Działania Dolina Sanu powstała w gruntownie wyremontowanym budynku znajdującym się w rynku pracownia ginących zawodów. Placówka służy mieszkańcom gminy i turystom do przeprowadzania warsztatów rękodzielniczych w takich zawodach jak garncarstwo, bibułkarstwo czy wikliniarstwo.

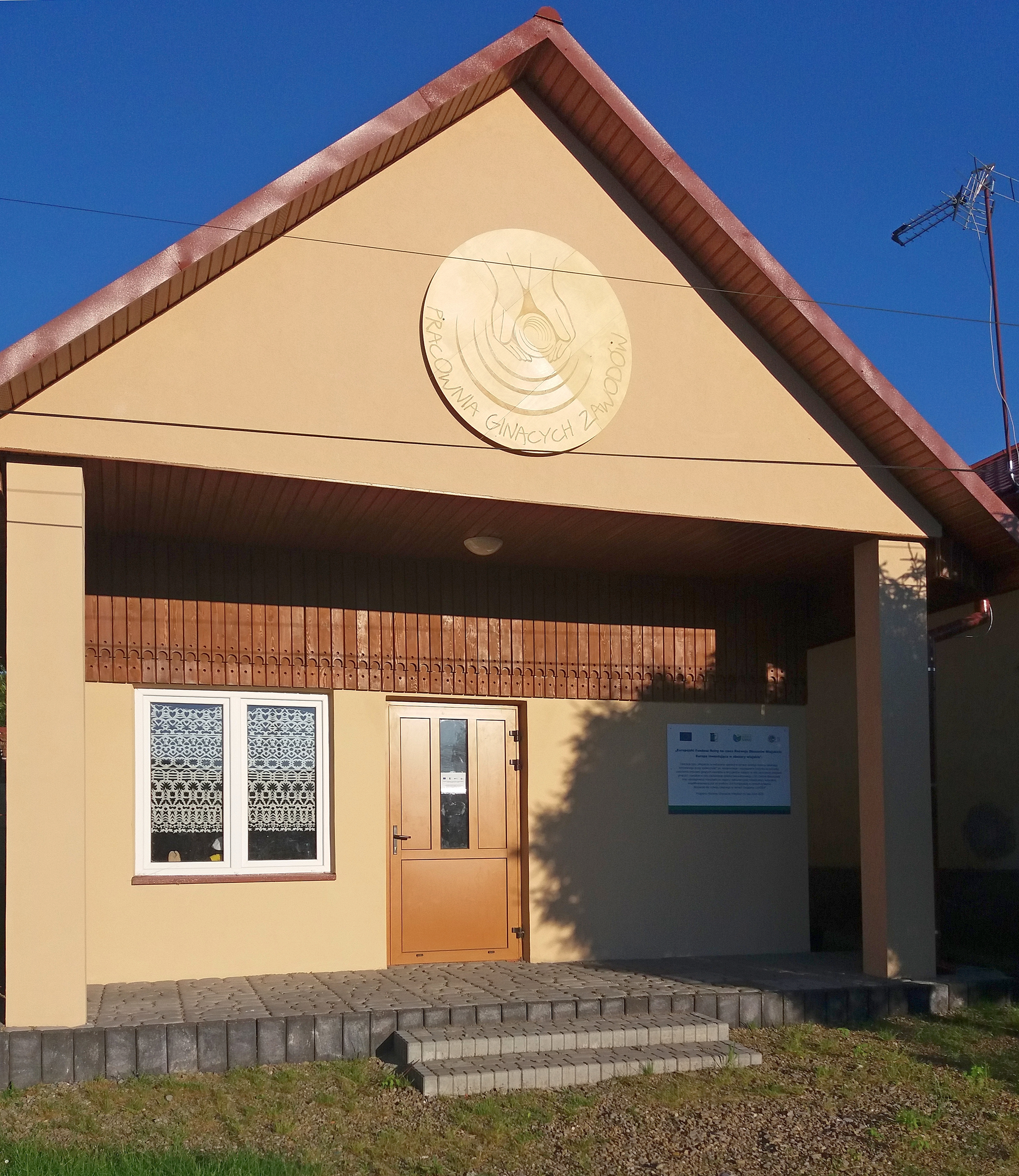
Pracownia Ginących Zawodów
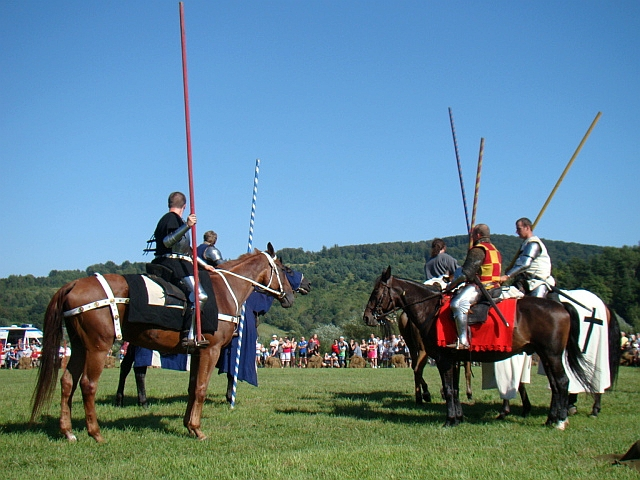
Konny Turniej Rycerski podczas Kermeszu w Mrzygłodzie (2012)
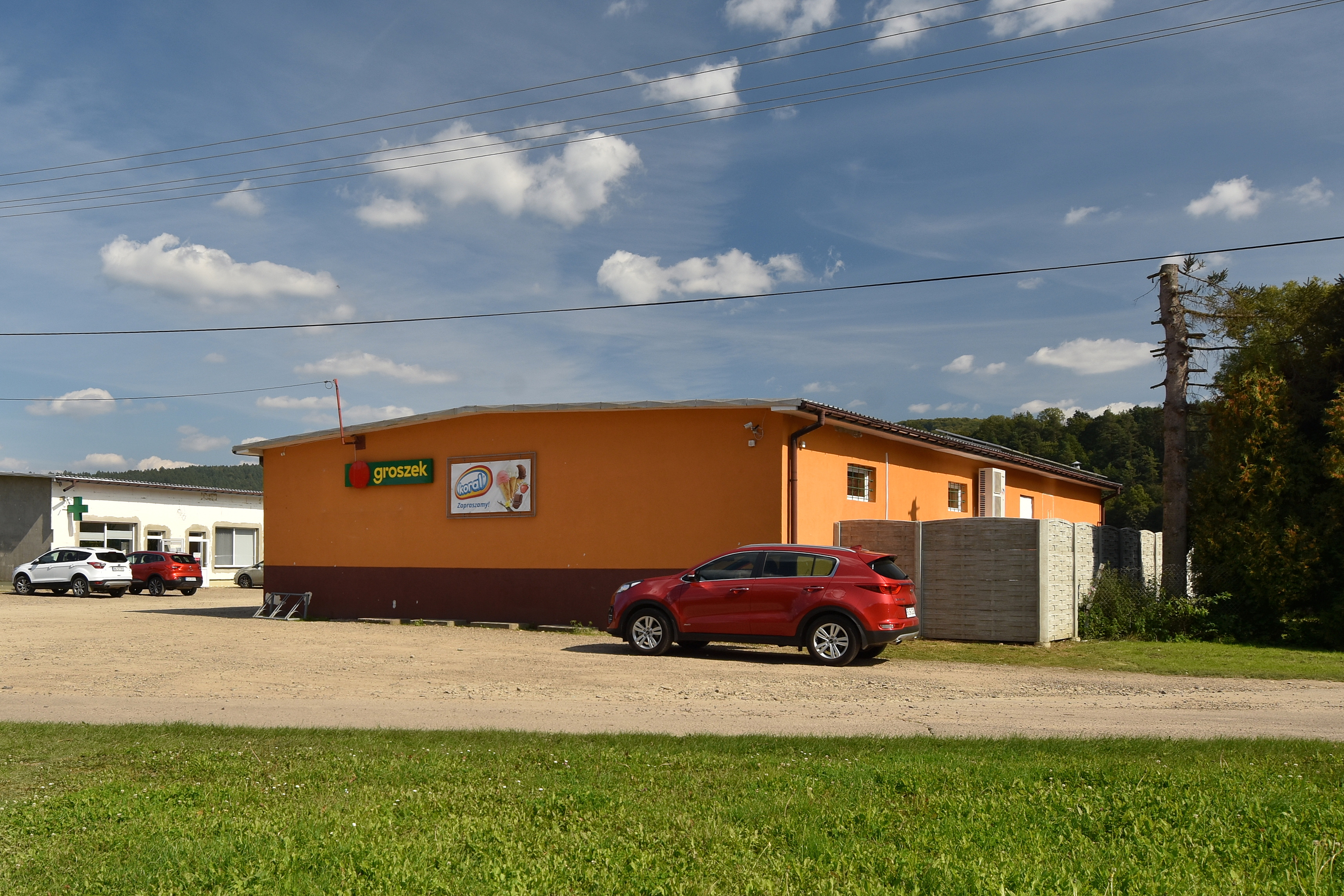
Sklep spożywczy

### Przynależność państwowa i administracyjna
W latach 1340–1772 miejscowość należała do ziemi sanockiej, województwa ruskiego, a w drugiej połowie XVII w. do starostwa sanockiego. W 1616 miasteczko podlegało starostwu krośnieńskiemu, wydzielonemu z sanockiego za sprawą Jerzego Mniszcha. W okresie I Rzeczypospolitej Mrzygłód należał do tzw. królewszczyzn, a w latach 1772–1914 miejscowość leżała w powiecie sanockim, austriackiej prowincji Galicja. Następnie do roku 1939 wieś leżała w powiecie sanockim, województwa lwowskiego. W latach 1934–1954 istniała gmina Mrzygłód w powiecie sanockim województwa lwowskiego i po wojnie rzeszowskiego.
W latach 1975–1998 wieś administracyjnie należała do województwa krośnieńskiego.

### Toponimika nazwy
Mrzygłód, zwany pierwotnie Tyrawą, Tirawą, a później Tyrawą Królewską. Od 1616 w użyciu były dwie nazwy Mrzygłód oraz Miasteczko.

### Archeologia
Znaleziono tu 4 monety rzymskie m.in. follisy Licyniusza St. i Licyniusza Mł. przechowywane w Muzeum Historycznym w Sanoku.

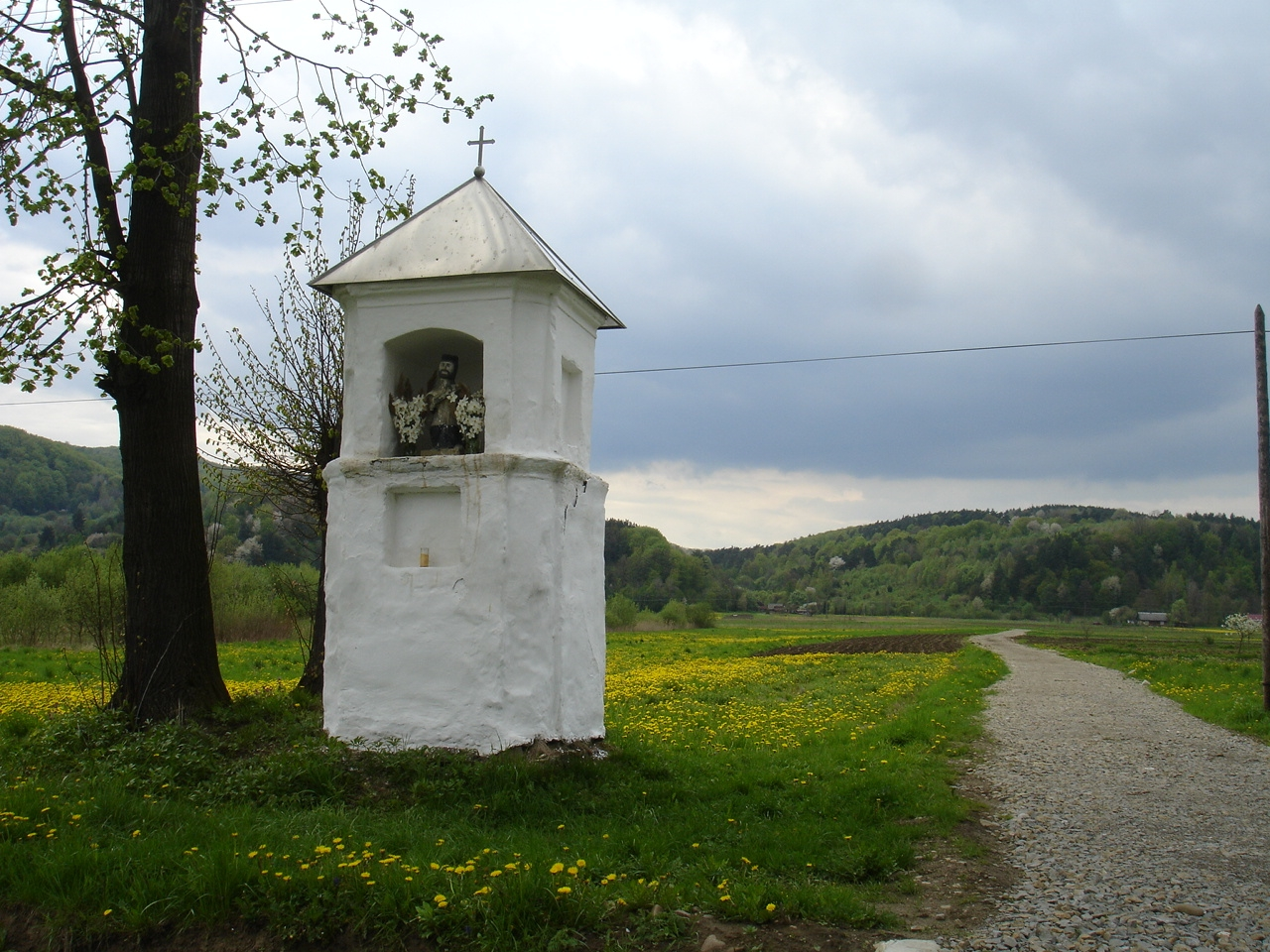
Kapliczka św. Jana Nepomucena
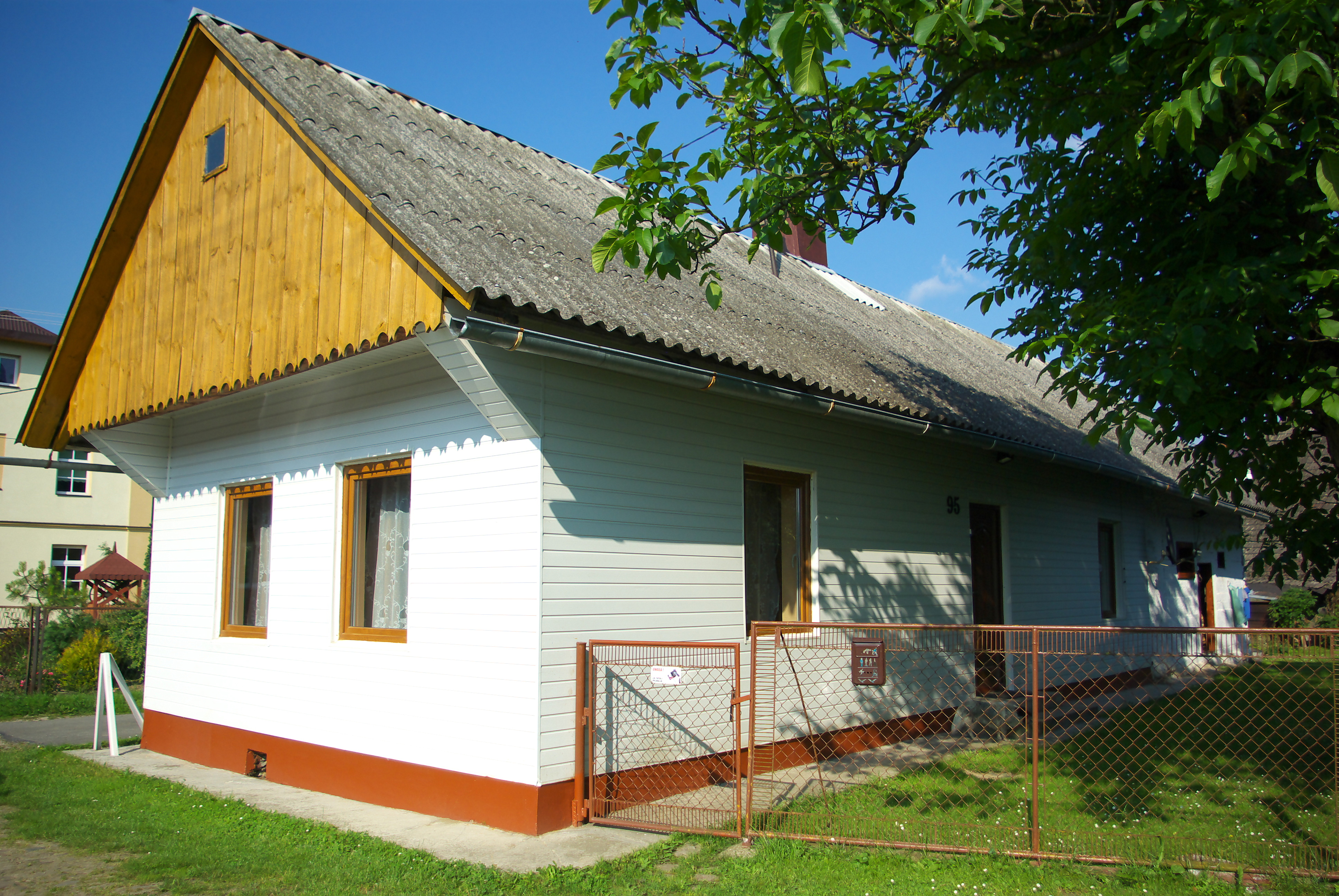
Zabytkowy budynek drewniany nr 95
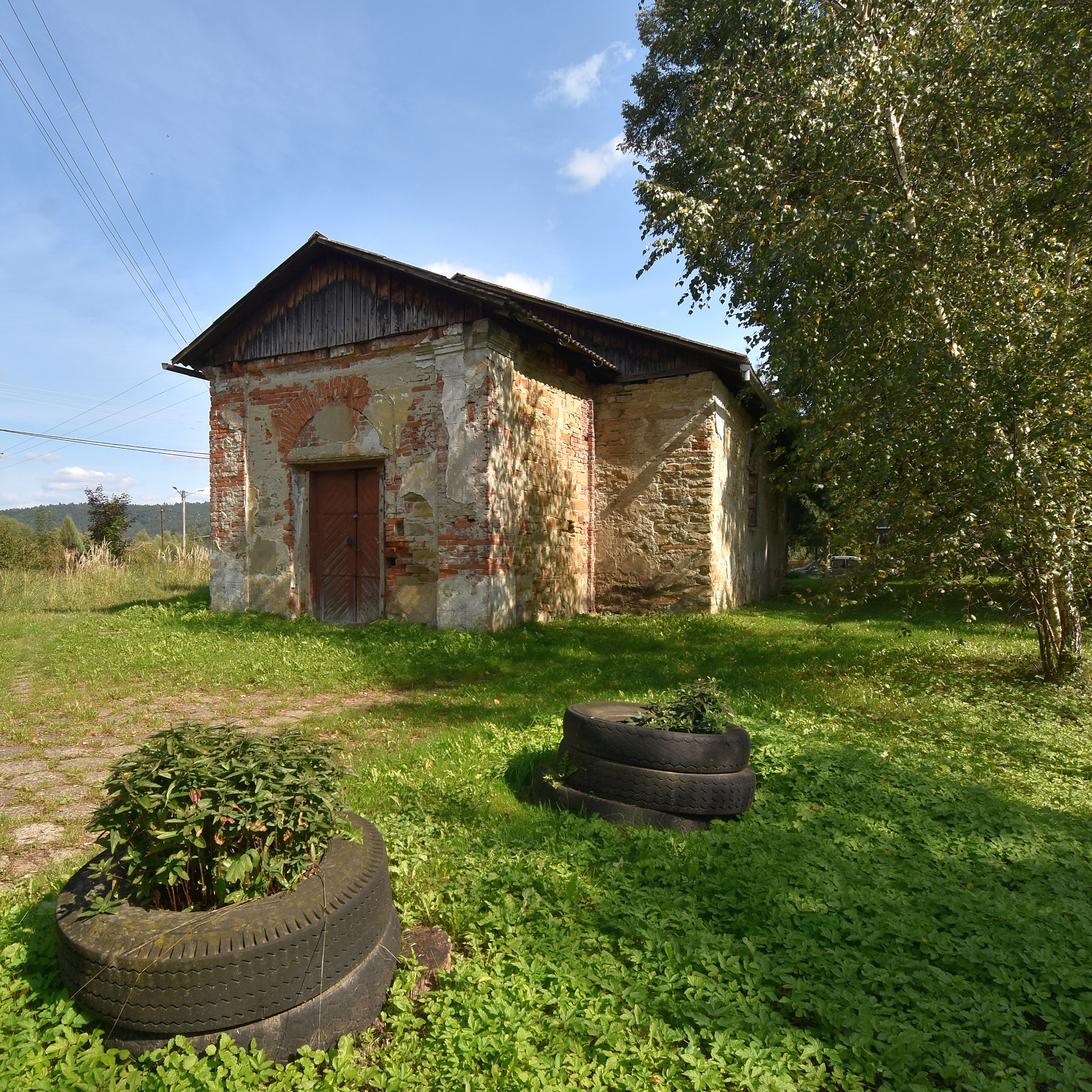
Zabytkowa cerkiew

## Zabytki i obiekty historyczne
Obiekty wpisane na listę zabytków województwa podkarpackiego:
- Zespół kościoła parafialnego wpisany do rejestru zabytków pod nr A-1300 dnia 27.11.1952:
  - kościół pw. Rozesłania Apostołów, ufundowany przez króla Władysława II Jagiełłę w latach 1415–1424, jako wotum za zwycięstwo w bitwie pod Grunwaldem.
  - dzwonnica murowana, parawanowa z 1836,
  - cmentarz kościelny z XIX wieczną kamieniarką,
  - ogrodzenie z bramką i 4 kapliczkami z 1836
- Cerkiew greckokatolicka z 1901 z otoczeniem (d. cmentarz.)
- Dom, Rynek 93, drewniany, z drugiej połowy XIX, nr rej.: 283/ZN/60 z 25.06.1960
- Dom, Rynek 95, drewniany, z drugiej połowy XIX, nr rej.: 282/ZN/60 z 24.06.1960

Pozostałe obiekty historyczne:
- Oryginalna, drewniana, zabudowa wokół rynku z XIX w. i początków XX w., w charakterystycznym, miejskim, układzie przestrzennym.
- Pomnik Władysława Jagiełły postawiony w 1910 na rynku miejskim, został zniszczony przez Niemców w 1942. Pomnik odtworzono w roku 1960, następnie zbudowano nowy w 2010.
- Synagoga z 1893, przebudowana na dom mieszkalny.
- Kuźnia – Rynek 12, z końca XIX w., konstrukcji zrębowej, połączona z budynkiem gospodarczym.
- Młyn wodny – położony w przysiółku Juhnie, wzniesiony około 1900, funkcjonował do 1950.
- Kapliczki murowane, potynkowane, z XIX w.
- Z dawnej żydowskiej zabudowy do dziś zachował się tzw. klojz.

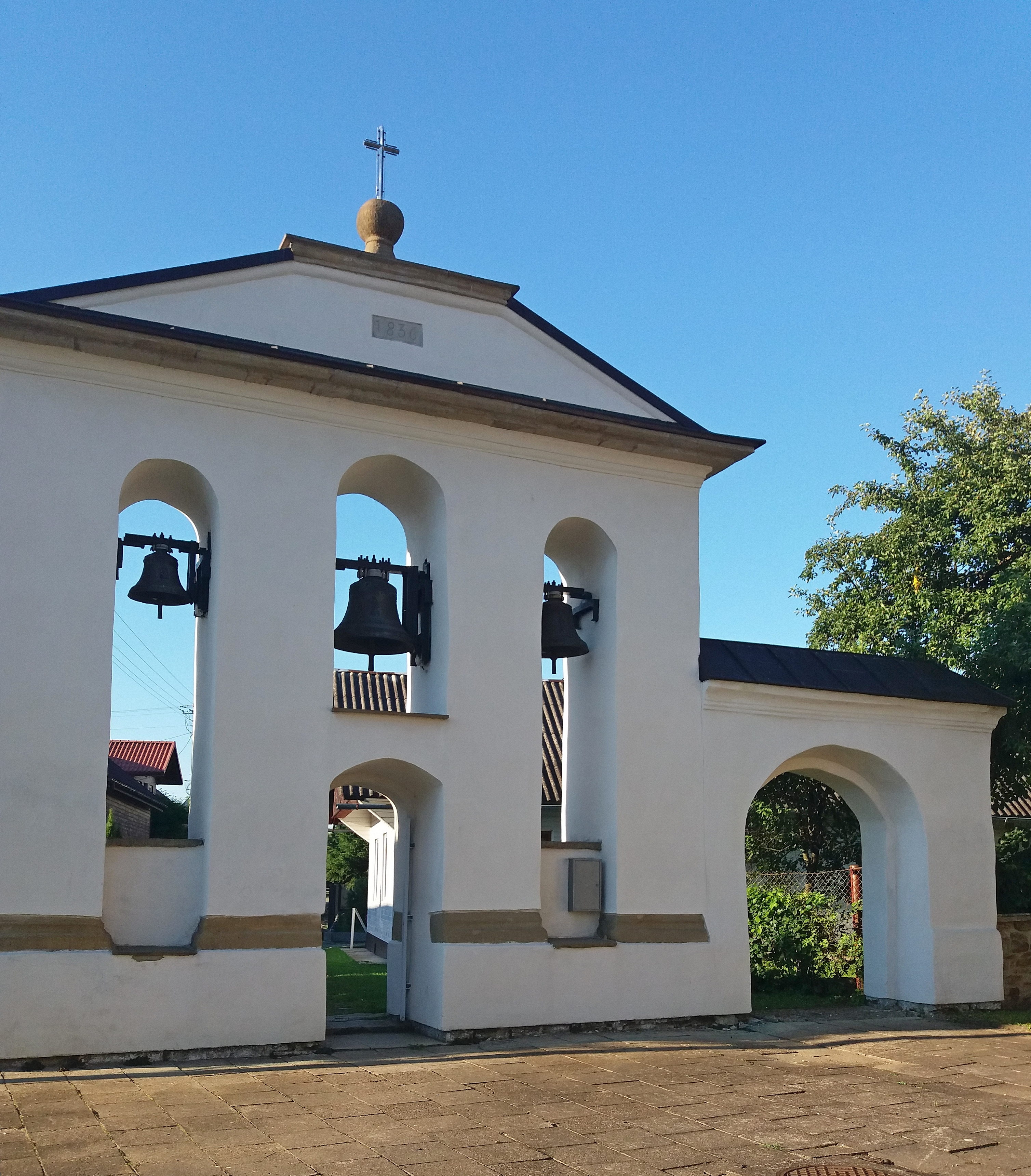
Dzwonnica z 1836
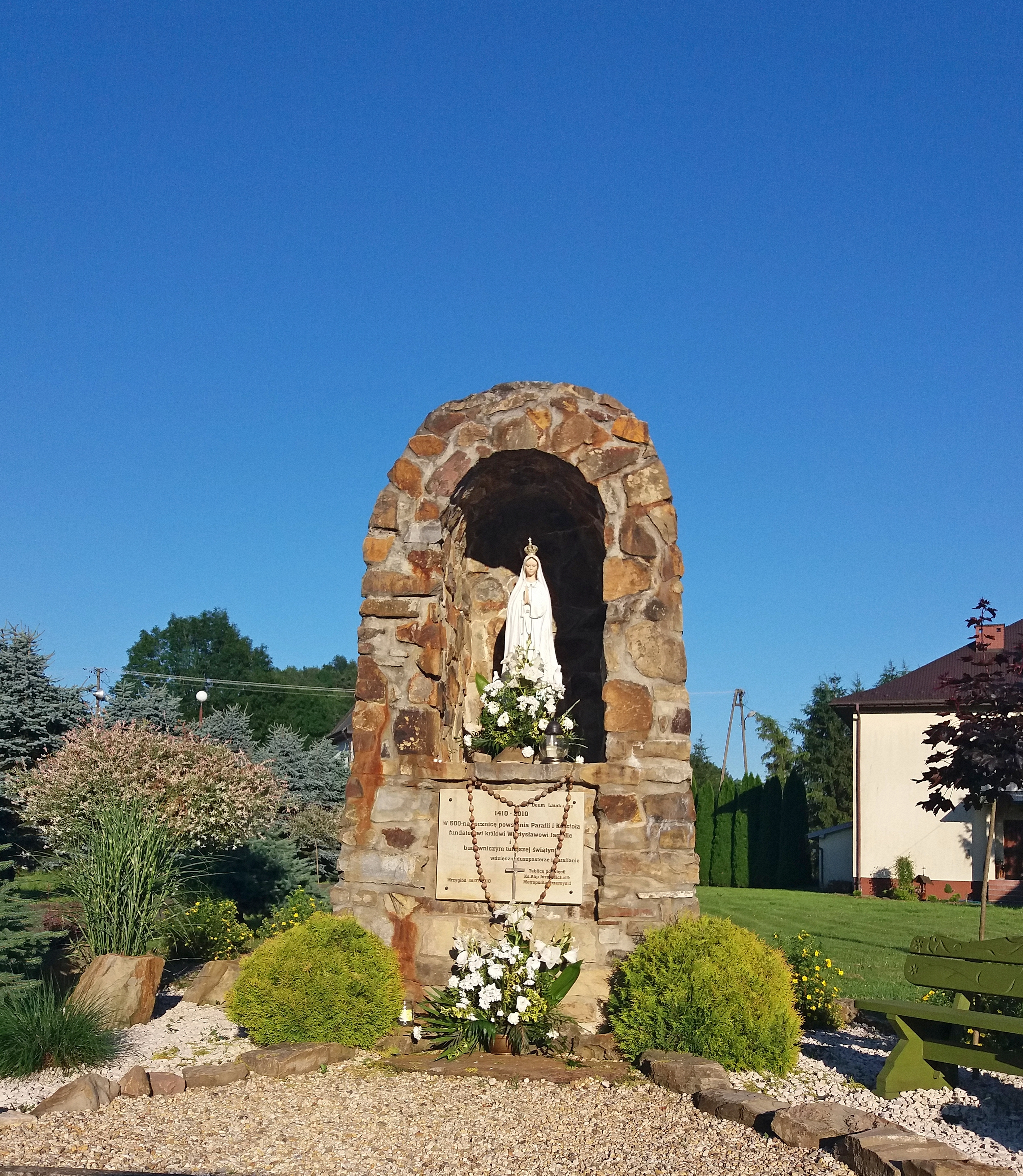
Kapliczka na 600 lecie parafii 1410–2010
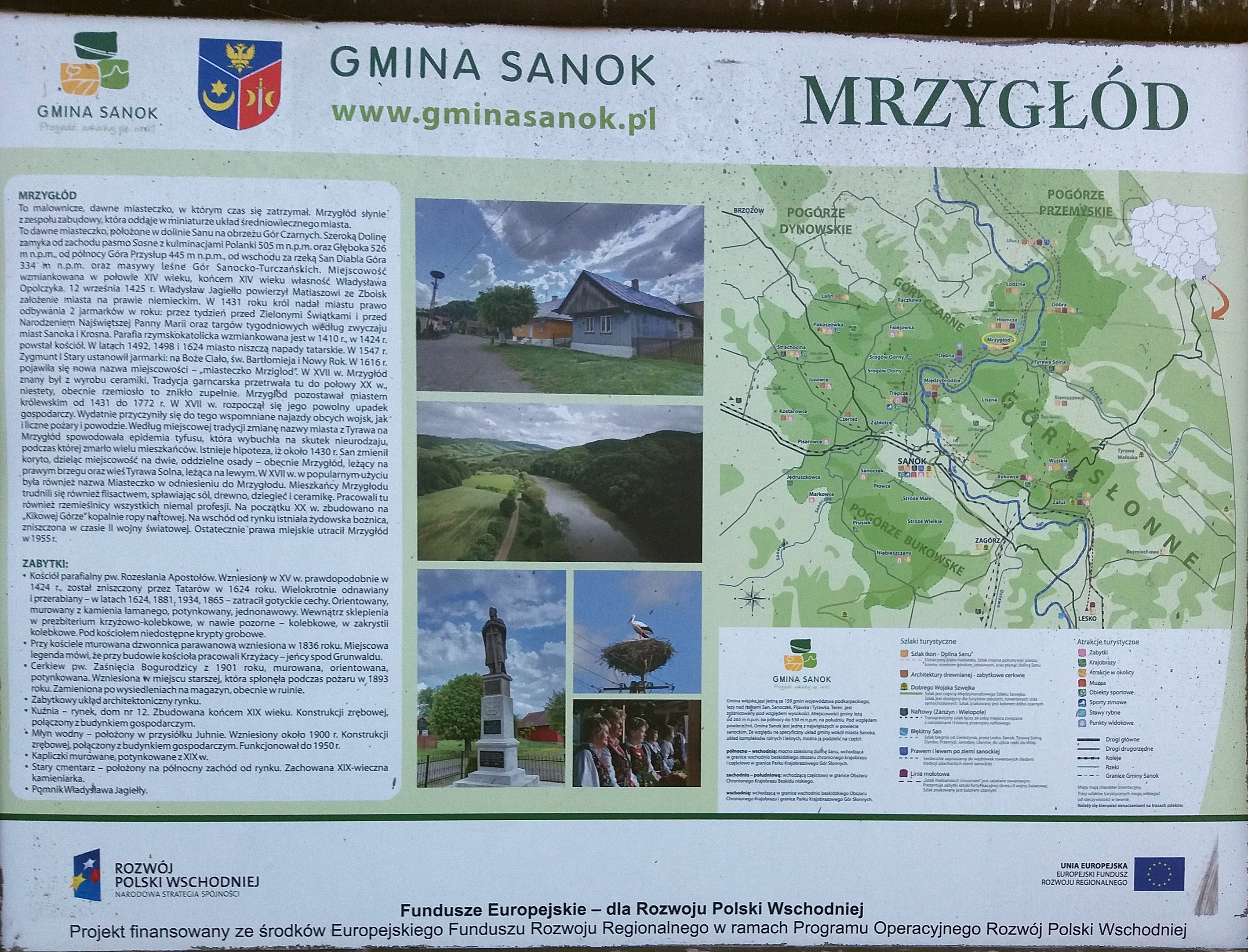
Rynek, tablica informacyjna

## Oświata
- W latach 1934–1939 nauczycielem i kierownikiem ówczesnej szkoły powszechnej w Mrzygłodzie był Ferdynand Piwowar, później zamordowany w ramach zbrodni katyńskiej. W 50. rocznicę śmierci Ferdynanda Piwowara w 1990 na ścianie budynku Szkoły Podstawowej umieszczono tablicę upamiętniającą jego osobę, a w 2009 posadzono na jego cześć Dąb Pamięci wraz z kamieniem[21].

- Obecnie istnieje Szkoła Podstawowa im. Króla Władysława Jagiełły.

## Demografia
Według danych na koniec 2011 na ogólną liczbę 422 mieszkańców było 215 mężczyzn i 207 kobiet. Na 100 mężczyzn przypadało 96 kobiet. W 2016 przy liczbie mieszkańców 423 było w wieku produkcyjnym 111 kobiet i 145 mężczyzn, a w wieku poprodukcyjnym 65 kobiet i 36 mężczyzn.

- Wykres liczby ludności w miejscowości Mrzygłód na przestrzeni lat[12][35].

## Polityka
W 2003 wieś dość ostrożnie głosowała w referendum w sprawie wejścia Polski do Unii Europejskiej, gdyż przy poparciu w skali kraju wynoszącym 77,45% w Mrzygłodzie oddano 69,7% głosów na tak. O konserwatywnych poglądach politycznych mieszkańców wsi świadczą wybory państwowe i samorządowe w ostatnich latach.
W wyborach parlamentarnych do Sejmu w dniu 25 października 2015 wieś zdecydowanie poparła Prawo i Sprawiedliwość, które zdobyło aż 63,7% głosów. Na drugie ugrupowanie Kukiz’15 głosowało 12,2% wyborców. Podobnie było w wyborach 13 października 2019: 75,7% głosów zdobyło PiS przed Koalicją Obywatelską 11,2%. W wyborach 15 października 2023 Prawo i Sprawiedliwość poparło 63,3% wyborców, Koalicją Obywatelską 13,5%, a Trzecią Drogę 10,2%.

## Religia
Mieszkańcy Mrzygłodu to w zdecydowanej większości wyznawcy kościoła rzymskokatolickiego. We wsi znajduje się parafia pw. Rozesłania Apostołów erygowana prawdopodobnie przed 1410 obecnie należąca do dekanatu Sanok I archidiecezji przemyskiej i zabytkowy murowany kościół konsekrowany około 1424. Parafia obejmuje swym zasięgiem następujące miejscowości: Mrzygłód, Dębna, Dobra, Hłomcza, Łodzina, Siemuszowa i Tyrawa Solna.
W przeszłości miejscowość była wielowyznaniowa. W 1921 w Mrzygłodzie oprócz 563 rzymskich katolików mieszkało 52 grekokatolików i 60 wyznania mojżeszowego. Pozostałością po nich są:
- Opuszczona cerkiew. Pierwsza informacja o istniejącej parafialnej cerkwi prawosławnej w Mrzygłodzie pochodzi z roku 1510. W lustracji z 1758 zapisano, że Mrzygłód był siedzibą parafii greckokatolickiej z drewnianą cerkwią. Miejscowi Rusini stali się grekokatolikami po przystąpieniu diecezji przemyskiej do unii brzeskiej w 1692. Obecnie istniejącą murowaną, zbudowano w 1901 w miejscu poprzedniej spalonej w pożarze w 1893. Po wysiedleniach 1945–47 zamieniono ją na magazyn[12][16].
- Synagoga

## Związani z Mrzygłodem
- W Mrzygłodzie zamieszkiwał i został pochowany Józef Biga (zm. 1894), powstaniec listopadowy, ojciec miejscowego proboszcza[41][42].
- Urodził się tu Wojciech Dąbrowski – funkcjonariusz Straży Granicznej II RP, kapitan rezerwy Wojska Polskiego, kawaler Orderu Virtuti Militari.
- Urodził się tu Lucjan Brylski – poseł na Sejm Rzeczypospolitej Polskiej V kadencji (1938–1939)[43].

## Turystyka
Przez wieś przebiegają następujące szlaki turystyczne:
- Szlak wodny „Błękitny San”, szlak kajakowy z przystanią przy O.W. Diabla Góra w pobliskiej Tyrawie Solnej[16].
- Szlak Ikon Doliną Sanu, oznakowany na niebiesko, dostępny dla zmotoryzowanych i pieszych, z obiektem w Mrzygłodzie (opuszczona cerkiew greckokatolicka)[44].
- Szlak „Prawem i lewem po ziemi sanockiej”, szlak rowerowy śladami tradycji szlacheckich ziemi sanockiej rozpoczynający się w Sanoku (Rynek), a kończy w Dąbrówce Starzeńskiej; oznaczony tablicami, jedna z nich znajduje się na Rynku w Mrzygłodzie[15].
- Szlak Nadsańskich Umocnień „Linia Mołotowa”, oznaczony kolorem czerwonym, prowadzi z Bóbrki koło Soliny do Przemyśla wzdłuż Sanu i przebiega przez Mrzygłód z najbliższymi obiektami w Dobrej i Uluczu[45].